# Space Taxi
Space Taxi est un jeu vidéo pour Commodore 64. Il a été écrit par John Kutcher et publié par Muse Software en 1984. Le jeu a été porté en 1987 sur Amstrad CPC par Elm Game-Service.